# Ка ди Бартолачо (Форли-Чезена)
Ка ди Бартолачо је насеље у Италији у округу Форли-Чезена, региону Емилија-Ромања.
Према процени из 2011. у насељу је живело 14 становника. Насеље се налази на надморској висини од 124 м.